# Bob ai I Giochi olimpici giovanili invernali - Bob a due femminile
Nel bob ai I Giochi olimpici giovanili invernali di Innsbruck 2012 la gara del bob a due femminile si è tenuta il 22 gennaio sulla pista dell'Olympic Sliding Centre di Igls. 
Hanno preso parte alla competizione 16 atlete in rappresentanza di 6 differenti nazioni.

## Risultato
| Pos. | Pett. | Atlete                               | Nazione       | 1ª manche | 2ª manche | Totale  | Distacco |
| ---- | ----- | ------------------------------------ | ------------- | --------- | --------- | ------- | -------- |
|      | 4     | Marije van Huigenbosch Sanne Dekker  | Paesi Bassi   | 56"04     | 55"58     | 1'51"62 |          |
|      | 6     | Mica McNeill Jazmin Sawyers          | Gran Bretagna | 56"29     | 55"66     | 1'51"95 | +0"33    |
|      | 5     | Kimberley Bos Mandy Groot            | Paesi Bassi   | 55"95     | 56"20     | 1'52"15 | +0"53    |
| 4    | 7     | Kirsten Emery Frances Slater         | Gran Bretagna | 56"42     | 55"92     | 1'52"34 | +0"72    |
| 5    | 1     | Mathilde Parodi Valentina Margaglio  | Italia        | 56"15     | 56"26     | 1'52"41 | +0"79    |
| 6    | 2     | Ana Andreea Constantin Andreea Grecu | Romania       | 56"42     | 55"52     | 1'52"94 | +1"32    |
| 7    | 3     | Mercedes Miller Casey Froese         | Canada        | 57"29     | 57"29     | 1'54"58 | +2"96    |
| 8    | 8     | Maria Oshigiri Shizuka Uehara        | Giappone      | 57"55     | 57"60     | 1'55"15 | +3"53    |

Data: Domenica 22 gennaio 2012

Ora locale 1ª manche: 11:00

Ora locale 2ª manche: 12:20

Pista: Olympic Sliding Centre

Legenda:
- Pos. = posizione
- Pett. = pettorale
- in grassetto: miglior tempo di manche